# Haplogroupe Q

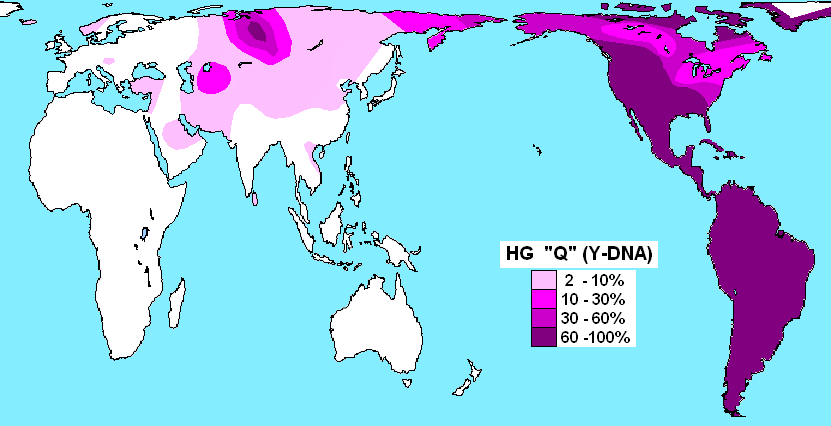
Distribution de l'haplogroup Q (Y-ADN)

En génétique humaine, l’haplogroupe Q (M242) est un haplogroupe du chromosome Y. Il est l'haplogroupe Y-ADN prédominant chez les Amérindiens, représentant près de 90 % des haplogroupes Y de ces populations, et chez plusieurs peuples d'Asie centrale et de Sibérie du Nord. C'est également le Y-ADN prédominant de la tribu Akha dans le nord de la Thaïlande et du peuple Dayak en Indonésie.
Cet haplogroupe est apparu en Sibérie ou en Asie centrale il y a plus de 30 000 ans.

## Origine
L'haplogroupe Q-M242 est l'une des deux branches de P1-M45, également appelée K2b2a (l'autre est R-M207).
On pense que le Q-M242 est apparu autour de la région des monts Altaï (ou centre-sud de la Sibérie), il y a environ 17 000 à 31 700 ans. Cependant, la question reste incertaine en raison de la taille réduite des échantillons et de la modification des définitions de l'haplogroupe Q.
Le spécimen le plus ancien connu appartenant à l'haplogroupe Q (M242) est l'individu d'Afontova Gora II, découvert en Sibérie centrale, près de la rivière Ienisseï, et daté d'environ 17 000 ans avant le présent. Son ADN révèle qu'il appartenait à la lignée Q1a1-F1215, une branche ancienne de Q-M242.

## Distribution

### Amériques
Plusieurs branches de l'haplogroupe Q-M242 ont été des lignées masculines précolombiennes prédominantes chez les peuples autochtones des Amériques. La plupart d'entre eux sont des descendants des principaux groupes fondateurs qui ont migré d'Asie vers les Amériques en traversant le détroit de Béring. Ces petits groupes de fondateurs doivent avoir inclus des hommes des lignées Q-M346, Q-L54, Q-Z780 et Q-M3. En Amérique du Nord, deux autres lignées Q ont également été trouvées. Ce sont Q-P89.1 (sous Q-MEH2) et Q-NWT01. Ils n'ont peut-être pas traversé le détroit de Béring, mais sont plutôt issus d'immigrants plus récents qui ont emprunté des bateaux le long du littoral de l'Asie extrême-orientale, puis des Amériques.
La fréquence actuelle élevée de l’haplogroupe Q-M242 parmi les populations autochtones des Amériques suggère un effet fondateur significatif. Il reste néanmoins incertain si cette fréquence était déjà élevée lors des premières migrations humaines sur le continent ou si elle a été amplifiée par des événements de dérive génétique ultérieurs.
Aux Amériques, le spécimen le plus ancien connu appartenant à l'haplogroupe Q est Anzick-1 (en), un enfant de la culture Clovis, découvert dans le Montana (États-Unis) et daté d'environ 12 600 ans. Il appartenait à la lignée Q1a2-L54*. Cet individu partage une ascendance commune avec les populations amérindiennes actuelles, en particulier celles d'Amérique centrale et du Sud. Son génome partage également le flux génétique de la population sibérienne de Mal’ta du Paléolithique supérieur vers les ancêtres des Amérindiens..

### Asie
Le Q-M242 est originaire d’Asie (régions de l'Altaï) et est largement distribué dans cette région. La fréquence de l'haplogroupe Q est maximale en Sibérie, notamment chez les Kètes (92 %) et les Selkoupes (68 %), et rare en Asie de l'Ouest, du Sud et du Sud-Est.
Le sous-clade Q1a-M25 atteint ses plus hautes fréquences chez les Turkmènes (34 à 43 %).
Le sous-clade Q1a-M120 a migré en Chine au Néolithique, Q1a-L54 a migré du sud de l'Altaï vers la Sibérie dans une période historique récente. Les sous-clades Q1a-M25 et Q1a-M346 sont fréquents dans les populations turques et se sont dispersées il y a environ 4 000 ans.
Un rare sous-clade Q3-L275 est confiné en Asie de l'Ouest et aux régions voisines en Asie Centrale et du Sud, principalement au Pakistan. Il est également présent en Europe, notamment parmi les juifs ashkénazes.

### Europe
Le Q-M242 est distribué dans la plupart des pays européens à des fréquences basses, et les fréquences décroissent à l'ouest et au sud.
En Europe centrale et orientale, l'haplogroupe Q-M242 atteint ses plus hautes fréquences chez les Hongrois (2,2 %), les Russes (2 %) et les Tchèques (2 %).

## Sous-groupes
- Q (MEH2, M242, P36)
  - Q*
  - Q1 (M120, N14 (M265)) Trouvé à faible fréquence chez les Han de Chine et chez les Coréens.
    - Q1*
    - Q1a (M378) Retrouvé chez les ethnies Hazara et les Sindhi

  - Q2 (M25, M143) Présent en Sibérie et en Asie centrale
  - Q3 (M3) Retrouvé chez les Amérindiens
    - Q3*
    - Q3a (M19)
    - Q3b (M194)
    - Q3c (M199)

  - Q4 (P48)
  - Q5 (M323) Présent au Yémen
  - Q6 (M346) Trouvé faiblement au Pakistan et en Inde